# 塞雷迪夫卡 (基輔州)
50°35′5″N 31°51′43″E / 50.58472°N 31.86194°E
塞雷迪夫卡（羅馬化：Seredivka）是位於烏克蘭北部的村莊，由基辅州布羅瓦里區的茲胡里夫卡市鎮負責管轄。該村始建於1733年，面積3.16平方公里，2001年人口777，人口密度每平方公里245.9人。